# Biblioteca Nacional de Israel
La Blibioteca Nacional de Israel ( en hebreo: הספרייה הלאומית) antes conocida como Biblioteca Nacional Judía y Universitaria según sus siglas en inglés JNUL (en hebreo: בית הספרים הלאומי והאוניברסיטאי), es la Biblioteca Nacional de Israel. Esta biblioteca alberga más de 5 millones de libros y está ubicada en el campus de Givat Ram de la Universidad Hebrea de Jerusalén.
La Biblioteca Nacional posee una de las mayores colecciones de obras en hebreo y judaicas del mundo y allí se encuentran manuscritos, libros y piezas de artesanía raras o únicas.

## Historia
La primera biblioteca pública que sirvió a la comunidad judía en Palestina fue la B'nai B'rith, fundada en Jerusalén en 1892. Esta biblioteca se ubicaba en una calle homónima, cercana a la zona de la Misión Rusa en Jerusalén. Diez años después fue reubicada en la Calle Etiopía. En 1920, cuando se planeaba la creación de la Universidad Hebrea, la colección de la biblioteca B'nai Brith se convirtió en la base para la biblioteca universitaria. Los libros se trasladaron al Monte Scopus donde la universidad abriría cinco años después.
En 2007 fue oficialmente reconocida como la Biblioteca Nacional del Estado de Israel tras la aprobación de la Ley de Bibliotecas Nacionales. Esta ley, que entró en funcionamiento el 23 de julio de 2008 cambió el nombre de la Biblioteca al actual y la convirtió en dependiente de la Universidad para después pasar a ser una Empresa de Interés Comunitario poseída conjuntamente por el Gobierno de Israel (50%), la Universidad Hebrea (25%) y otras organizaciones.

## Objetivos
La misión de la Biblioteca Nacional de Israel es asegurar todo el material publicado en Israel en cualquier lengua. Pretende albergar todas las publicaciones que traten de Israel, la Tierra de Israel, el Judaísmo y el pueblo judío publicados en cualquier idioma, en cualquier país del mundo. También pretende acumular todo el material publicado en hebreo o en cualquier lengua hablada en la Diáspora como el yidis o el ladino. Por ley, dos copias de cualquier elemento publicado en Israel deben ser depositadas en la Biblioteca. Desde 2001, con la reforma de la ley, también se incluyen entre los materiales que deben depositarse en la Biblioteca grabaciones de audio, vídeo y material no impreso. algunos de los fondos únicos de la Biblioteca como el manuscrito del siglo XIV Nuremberg Mahzor fueron escaneados en 2007 y están disponibles en internet.

## Materiales especiales
Entre los materiales raros de la Biblioteca se encuentran manuscritos de Isaac Newton que tratan sobre temas teológicos y documentos personales de cientos de figuras relevantes judías.

## Galería

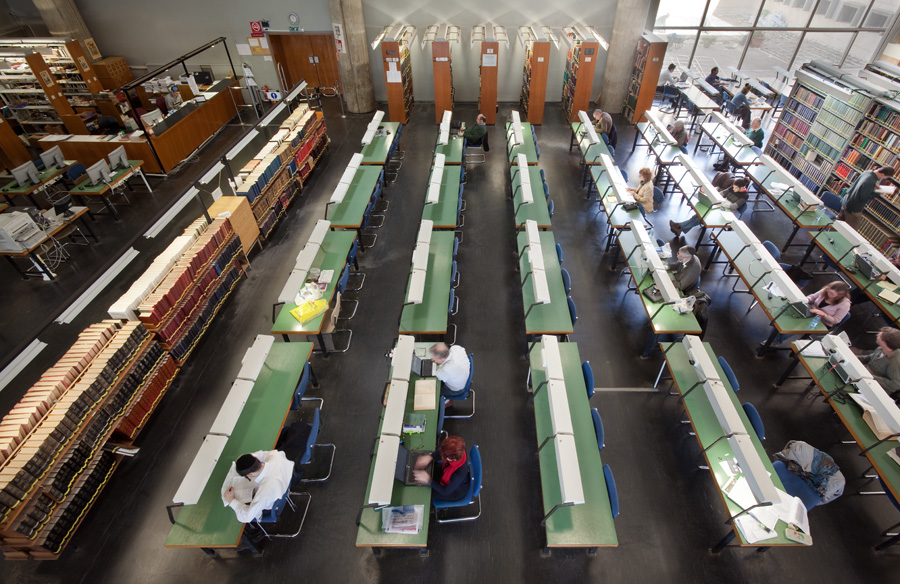
Sala de lectura central de la 'National Library' de Israel.
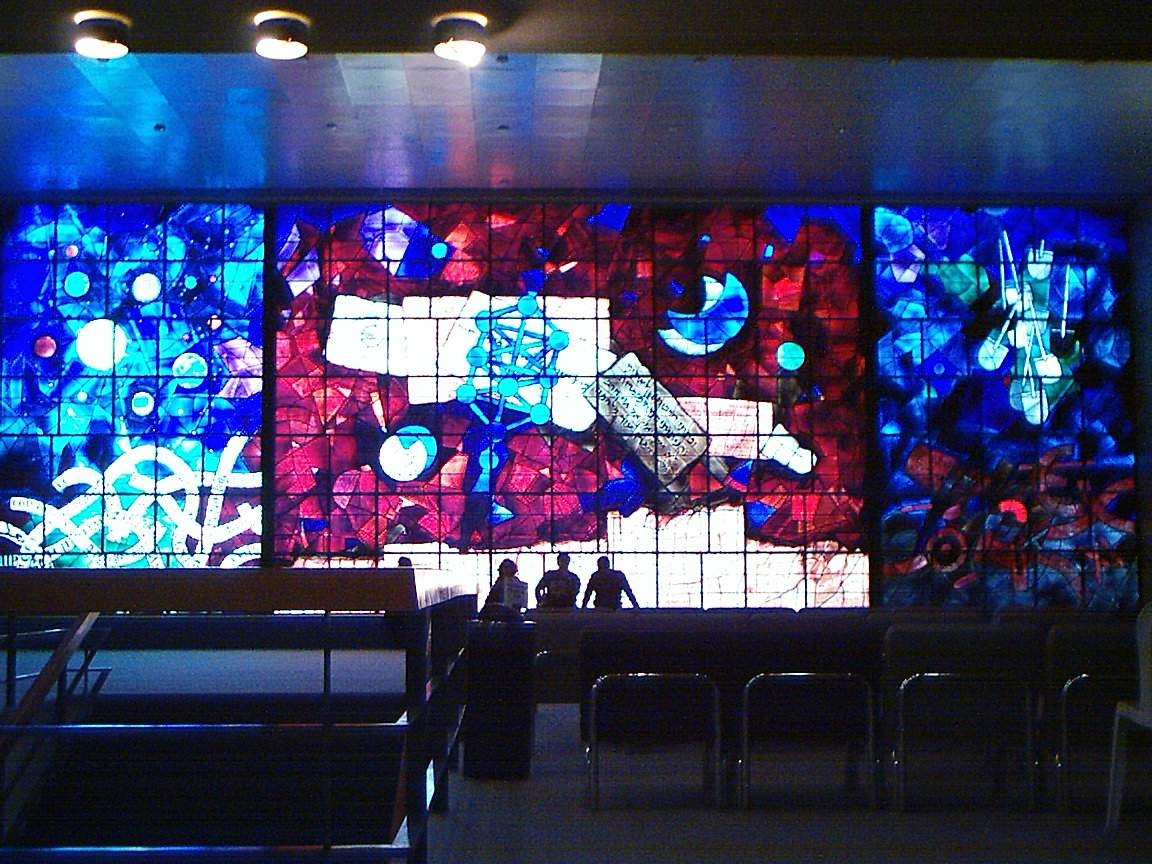
La ventana obra de Mordejai Ardón en la recepción.
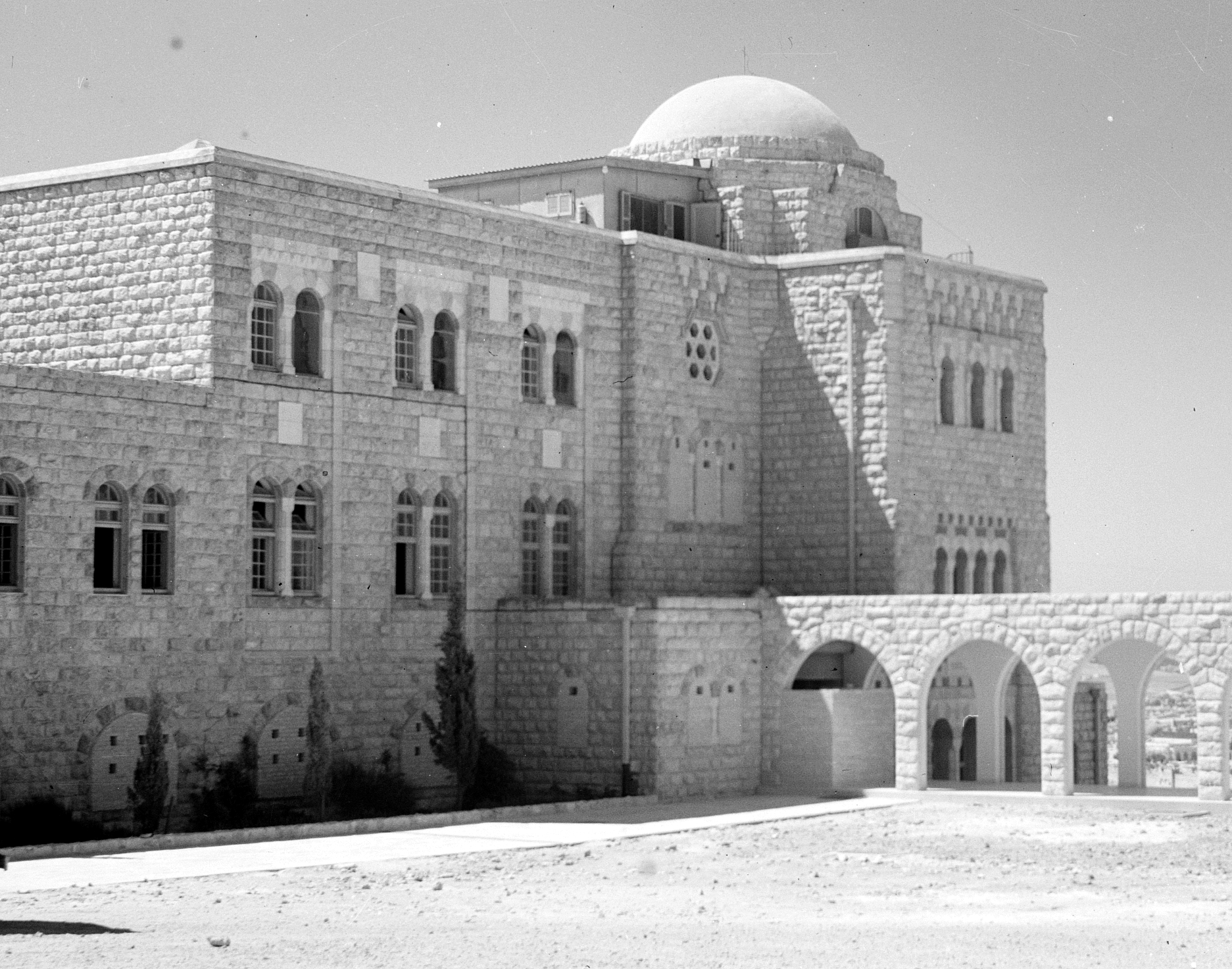
El segundo edificio en el campus de Monte Scopus - 1929.
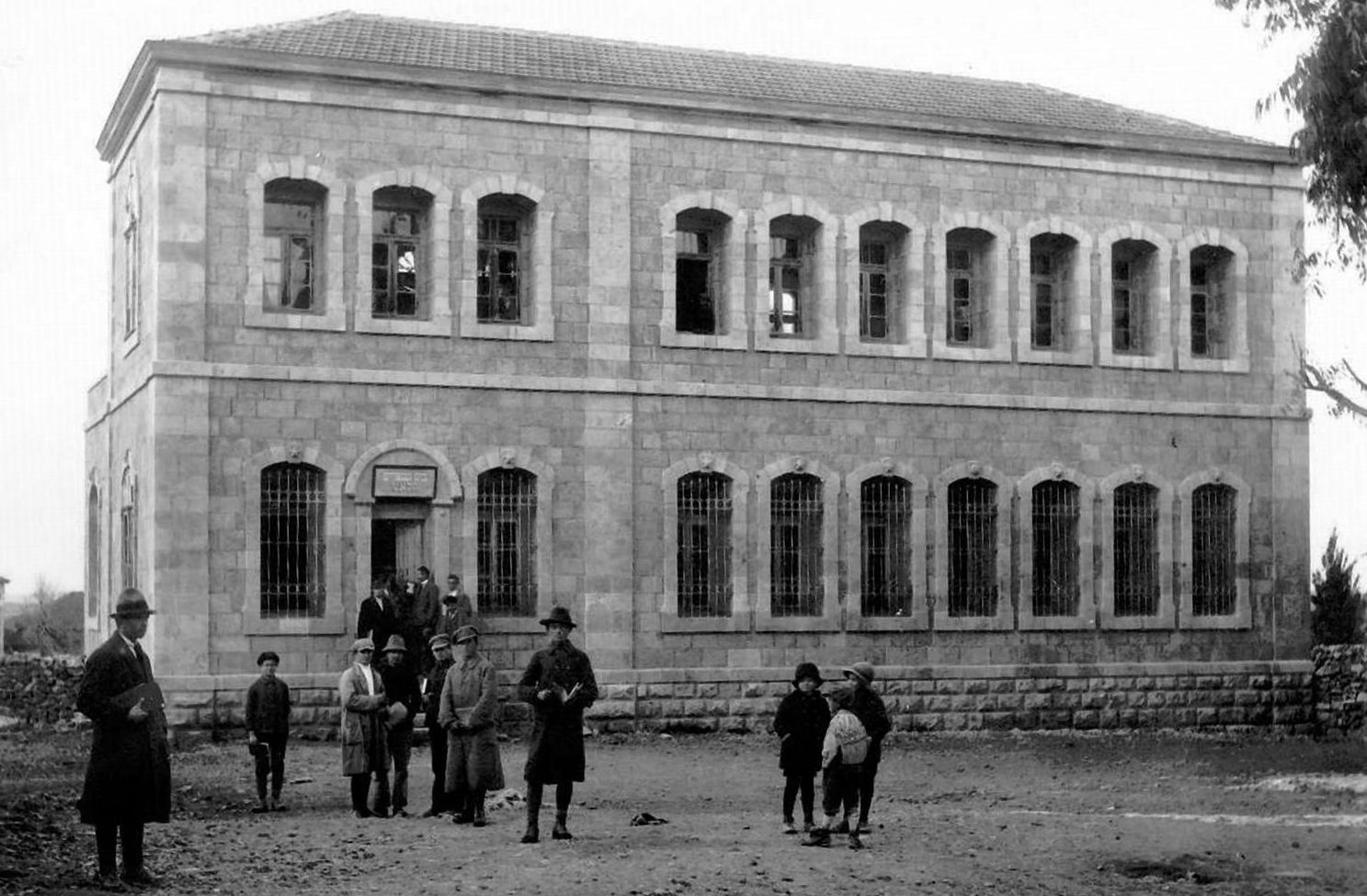
El primer edificio en el centro de Jerusalén - 1912.